# Regierung De Croo
Die Regierung De Croo war vom 1. Oktober 2020 bis zum 3. Februar 2025 die Regierung von Belgien. Mit ihr bekam Belgien 494 Tage nach der Parlamentswahl vom 26. Mai 2019 und erstmals seit Dezember 2018 eine Regierung mit parlamentarischer Mehrheit. Sie löste die im März 2020 als Übergangslösung gebildete Regierung Wilmès II ab. Sie wurde im Februar 2025 von der Regierung De Wever abgelöst.

## Regierungsbildung
Am 30. September 2020 einigten sich Open VLD, MR, PS, sp.a, CD&V, Ecolo und Groen auf eine Koalition, die „Vivaldi-Koalition“ genannt wird, mit Alexander De Croo (Open VLD) als Premierminister.
Vorausgegangen waren mehrere vergebliche Versuche der Regierungsbildung nach der Parlamentswahl vom Mai 2019. Angesichts der COVID-19-Pandemie in Belgien erhielt die bisherige Übergangsregierung unter Sophie Wilmès, bestehend aus den verbliebenen drei Parteien MR, OpenVLD und CD&V, am 19. März 2020 eine breite Mehrheit von neun Parteien und 84 zu 44 Stimmen im Abgeordnetenhaus. Lediglich die rechte flämische N-VA, der rechtsextreme flämische Vlaams Belang und die kommunistische PVDA/PTB stimmten dagegen. Die Regierung Wilmès II entsprach personell der vorherigen Regierung Wilmès I und die Premierministerin versprach, nach sechs Monaten die Vertrauensfrage zu stellen.
Im Mai begannen die Vorsitzenden der sozialdemokratischen Parteien Paul Magnette (PS) und Conner Rousseau (sp.a) erneute Sondierungen. Sie kamen zu den Schluss, dass die einzig mögliche Regierungskonstellation ein Minderheitskabinett aus Sozialisten, Liberalen und Christdemokraten wäre, das von den Grünen toleriert würde. Wilmès sollte diese Regierung bilden. Die Parteivorsitzenden der drei Regierungsparteien lehnten dies aber ab und Diese wollten stattdessen eine „Arizona-Koalition“ mit den flämischen Sozialisten (sp.a), den flämischen Nationalisten (N-VA) und den frankophonen Christdemokraten (cDH) bilden.
Dies hätte jedoch bedeutet, dass die frankophonen Sozialisten (PS) weiter von der Regierung ausgeschlossen wären. Daher verhandelten sie nun doch mit den flämischen Nationalisten (N-VA), was der Parteivorsitzende Paul Magnette zuvor kategorisch abgelehnt hatte. Am 20. Juli 2020 ernannte der König ihn und den Vorsitzenden der N-VA, Bart De Wever, zu Informateuren; an den Gesprächen waren auch die christdemokratischen Parteien cDH und CD&V beteiligt. Trotzdem fehlten noch sechs Stimmen zur Mehrheit, wofür Liberale oder Grüne gewonnen werden sollten, was beide Parteifamilien ablehnten. Damit war dieser Versuch am 14. August 2020 gescheitert.
Nun ernannte der König die Vorsitzenden der flämischen Liberalen (Open VLD), Egbert Lachaert, und der frankophonen Sozialisten (PS), Paul Magnette, zu Informateuren. Sie konnten die sozialistischen, grünen und liberalen Parteien sowie die flämischen Christdemokraten zu Gesprächen bewegen. Diese Formation erhielt den Namen „Vivaldi-Koalition“, da sie die erste Koalition aus vier Parteifamilien ist, angelehnt an die Violinkonzerte Die vier Jahreszeiten von Vivaldi. Die frankophonen Christdemokraten (cDH) zogen angesichts ihrer erheblichen Stimmverluste bei der Parlamentswahl 2019 vor, in die Opposition zu gehen. Die beiden Vorsitzenden wurden am 4. September aufgrund der erfolgreichen Sondierungen zu „Präformateuren“ ernannt und am 11. September sollte ein „Formateur“ mit der Regierungsbildung beauftragt werden, bevor Sophie Wilmès am 17. September, genau sechs Monate nach der Bildung ihrer befristeten Minderheitsregierung, die Vertrauensfrage stellen würde.
Da sich Egbert Lachaert während der Sondierungen mit dem Coronavirus infizierte, verschoben sich die Regierungsbildung und die Vertrauensfrage nochmals, die nun auf den 1. Oktober terminiert wurde. Abermals am 20. September stand die Vivaldi-Koalition kurz vor dem Scheitern, bevor am 23. September Paul Magnette und Alexander De Croo von König Philippe als „Formateure“ mit der Regierungsbildung beauftragt wurden. Die Frist wurde am 28. September abermals verlängert und am 30. September einigten sich die sieben Parteien auf einen Koalitionsvertrag, der am selben Tag von den Parteien bestätigt wurde.
Die neue Regierung wurde am 1. Oktober 2020 vereidigt und verfügt über die verfassungsmäßige Höchstzahl von 15 Mitgliedern, hinzu kommen fünf Staatssekretäre:
| Partei   | Minister inkl. Premier | Staats- sekre- täre | Sitze Kammer 2020 |
| -------- | ---------------------- | ------------------- | ----------------- |
| PS       | 3                      | 1                   | 19                |
| MR       | 2                      | 1                   | 14                |
| Ecolo    | 2                      | 1                   | 13                |
| Open VLD | 2                      | 1                   | 12                |
| CD&V     | 2                      | 1                   | 12                |
| Vooruit  | 2                      | –                   | 9                 |
| Groen    | 2                      | –                   | 8                 |
| Summe    | 15                     | 5                   | 87 von 150        |

Am 3. Oktober 2020 gewann die Regierung die verfassungsmäßig erforderliche Vertrauensabstimmung in der Abgeordnetenkammer mit 87 Stimmen (Regierungsfraktionen und fraktionsloser Abgeordneter Emir Kir) bei 54 Gegenstimmen (N-VA, Vlaams Belang, PVDA/PTB, fraktionsloser Abgeordneter Jean-Marie Dedecker) und sieben Enthaltungen (CDH und DéFI).
Die beiden stimmenstärksten Parteien Belgiens, N-VA und Vlaams Belang, kritisierten, dass die Koalition nicht über eine Mehrheit unter den flämischen Abgeordneten verfügt und dass Flandern zahlen müsse, aber nicht mitentscheiden dürfe. Sie warfen den flämischen Christdemokraten und Liberalen, mit denen sie zuvor die Föderalregierung unter Charles Michel bildeten und mit denen sie die flämische Regionalregierung bilden, „Verrat“ vor.

## Zusammensetzung
Die Regierung setzt sich neben dem Ministerpräsidenten aus sieben Vizepremierministern und sieben Ministern sowie fünf Staatssekretären zusammen. Die Vizepremierminister, von jeder Regierungspartei einer, und der Ministerpräsident bilden den „Kern“, ein kleines Regierungskabinett, das die Leitlinien bespricht:
| Premierminister und Vizepremierminister | Name                                                                                                  | Name                             | Partei                 | Partei               | Amtszeit                                                     |
| --- | --- | -------------------------------- | ---------------------- | -------------------- | ------------------------------------------------------------ |
| Premierminister | | Alexander De Croo                |                        | Open VLD             | seit 1. Oktober 2020                                         |
| Vizepremierminister Wirtschaft und Arbeit | | Pierre-Yves Dermagne             |                        | PS                   | seit 1. Oktober 2020                                         |
| Vizepremierminister Mittelstand, Selbständige, Klein- und Mittelbetriebe, Landwirtschaft, Institutionelle Reformen und Demokratische Erneuerung | | David Clarinval                  |                        | MR                   | seit 1. Oktober 2020, Vizepremierminister seit 15. Juli 2022 |
| Vizepremierminister Mobilität | | George Gilkinet                  |                        | Ecolo                | seit 1. Oktober 2020                                         |
| Vizepremierminister Finanzen beauftragt mit der Koordinierung der Betrugsbekämpfung                                                             | Vizepremierminister und Minister der Finanzen, beauftragt mit der Koordinierung der Betrugsbekämpfung | Vincent Van Peteghem             |                        | CD&V                 | seit 1. Oktober 2020                                         |
| Vizepremierminister Soziale Angelegenheiten und Volksgesundheit                                                                                 | | Frank Vandenbroucke              |                        | Vooruit              | seit 1. Oktober 2020                                         |
| Vizepremierministerin Öffentlicher Dienst, Öffentliche Unternehmen, Telekommunikation und Post                                                  | | Petra De Sutter                  |                        | Groen                | seit 1. Oktober 2020                                         |
| Vizepremierminister Justiz und die Nordsee | | Vincent Van Quickenborne         |                        | Open VLD             | bis 22. Oktober 2023                                         |
| Vizepremierminister Justiz und die Nordsee | | Paul Van Tigchelt                | seit 22. Oktober 2023  | Open VLD             |                                                              |
| Minister | Name                                                                                                  | Name                             | Partei                 | Partei               | Amtszeit                                                     |
| Auswärtige Angelegenheiten, Europäische Angelegenheiten, Außenhandel und Föderale Kulturelle Institutionen                                      | | Sophie Wilmès (auch Vizepremier) |                        | MR                   | bis 15. Juli 2022                                            |
| Auswärtige Angelegenheiten, Europäische Angelegenheiten, Außenhandel und Föderale Kulturelle Institutionen                                      | | Hadja Lahbib                     | für MR                 | seit 15. Juli 2022   |                                                              |
| Pensionen und soziale Eingliederung beauftragt mit Personen mit Behinderung, Armutsbekämpfung und Beliris                                       | | Karine Lalieux                   |                        | PS                   | seit 1. Oktober 2020                                         |
| Landesverteidigung | | Ludivine Dedonder                | PS                     | seit 1. Oktober 2020 |                                                              |
| Klima, Umwelt, nachhaltige Entwicklung und Green Deal                                                                                           | | Zakia Khattabi                   |                        | Ecolo                | seit 1. Oktober 2020                                         |
| Inneres, institutionelle Reformen und Demokratische Erneuerung                                                                                  | | Annelies Verlinden               |                        | CD&V                 | seit 1. Oktober 2020                                         |
| Entwicklungszusammenarbeit beauftragt mit den Großstädten                                                                                       | | Meryame Kitir                    |                        | Vooruit              | bis 17. Dezember 2022                                        |
| Entwicklungszusammenarbeit beauftragt mit den Großstädten                                                                                       | | Caroline Gennez                  | seit 17. Dezember 2022 | Vooruit              |                                                              |
| Energie | | Tinne Van der Straeten           |                        | Groen                | seit 1. Oktober 2020                                         |
| Staatssekretäre | Name                                                                                                  | Name                             | Partei                 | Partei               | Amtszeit                                                     |
| Wirtschaftsbelebung und strategische Investitionen beauftragt mit Wissenschaftspolitik (Staatssekretär beim Minister für Wirtschaft und Arbeit) | | Thomas Dermine                   |                        | PS                   | seit 1. Oktober 2020                                         |
| Digitalisierung beauftragt mit administrativer Vereinfachung, Schutz des Privatlebens und Gebäuderegie (Staatssekretär beim Premierminister)    | | Mathieu Michel                   |                        | MR                   | seit 1. Oktober 2020                                         |
| Geschlechtergleichstellung, Chancengleichheit und Diversität (Staatssekretärin im Ministerium für Mobilität)                                    | | Sarah Schlitz                    |                        | Ecolo                | bis 26. April 2023                                           |
| Geschlechtergleichstellung, Chancengleichheit und Diversität (Staatssekretärin im Ministerium für Mobilität)                                    | | Marie-Colline Leroy              | seit 2. Mai 2023       | Ecolo                |                                                              |
| Asyl und Migration beauftragt mit der Nationallotterie (Staatssekretär im Ministerium für Inneres und institutionelle Reformen)                 | | Sammy Mahdi                      |                        | CD&V                 | seit 1. Oktober 2020                                         |
| Haushalt und Verbraucherschutz (Staatssekretärin im Justizministerium)                                                                          | | Eva De Bleeker                   |                        | Open VLD             | bis 18. November 2022                                        |
| Haushalt und Verbraucherschutz (Staatssekretärin im Justizministerium)                                                                          | | Alexia Bertrand                  | seit 18. November 2022 | Open VLD             |                                                              |

Alexander De Croo ist der 53. Premierminister Belgiens. Die Regierung ist deutlich jünger als die Vorgängerregierungen mit einem mittleren Alter von 44,1 Jahren. Jüngster ist Staatssekretär Sammy Mahdi mit 32 Jahren, ältester ist Vizepremierminister Frank Vandenbroucke mit 64 Jahren. Neben der Verjüngung sind auch 15 der zwanzig Regierungsmitglieder erstmals in einem föderalen Regierungsamt.
Diese Regierung ist die erste Belgiens, an der sieben Parteien beteiligt sind, und die erste, die vier Parteifamilien (Sozialisten, Liberale, Christdemokraten und Grüne) umfasst.
Von den sieben französischsprachigen Ministern sind zwei (Dermagne und Gilkinet) des Niederländischen mächtig.
Erstmals in der Geschichte Belgiens ist das Kabinett mit zehn Frauen und zehn Männern besetzt, doch nur zwei der sieben Vizepremierminister sind Frauen. Mit Petra De Sutter wird erstmals eine Transgender-Frau Ministerin in Belgien.
Erstmals in der Geschichte Belgiens legten alle Regierungsmitglieder den Eid mindestens auf Französisch und Niederländisch, viele und u. a. Alexander De Croo auch in der dritten Landessprache Deutsch ab.
Die Regierungserklärung dauerte weniger als zwanzig Minuten, hierzu tagte die belgische Abgeordnetenkammer erstmals im Brüsseler Sitz des Europäischen Parlaments, um die Abstandsregeln wegen der Corona-Pandemie zu gewährleisten. Dabei rief Premierminister De Croo dazu auf, das „Vertrauen wiederherzustellen“. Er versprach eine „konstruktive, vertrauensvolle und respektvolle“ Regierungsarbeit. Anschließend ging er in das wenige hundert Meter entfernte Europagebäude zu seinem ersten EU-Gipfel.